# Thalictrum maritimum
Thalictrum maritimum är en ranunkelväxtart som beskrevs av Léon Dufour. Thalictrum maritimum ingår i släktet rutor, och familjen ranunkelväxter. Inga underarter finns listade i Catalogue of Life.